# Heraclia nandi
Heraclia nandi là một loài bướm đêm trong họ Noctuidae.